# Hungry Ghosts (álbum)
Hungry Ghosts (en español: Fantasmas Hambrientos), es el cuarto álbum de estudio de la banda de indie rock estadounidense OK Go. Fue lanzado en octubre de 2014. Antes de sacar el álbum, la banda lanzó un EP en junio del mismo año, de cuatro canciones, titulado Upside Out; este EP sirvió como sampler para el nuevo álbum, incluyendo el tema «Upside Down & Inside Out».

## Lista de canciones
| Hungry Ghosts |                             |          |  |
| N.º           | Título                      | Duración |  |
| 1.            | «Upside Down & Inside Out»  | 3:08     |  |
| 2.            | «The Writing's on the Wall» | 3:33     |  |
| 3.            | «Another Set of Issues»     | 3:58     |  |
| 4.            | «Turn Up the Radio»         | 2:56     |  |
| 5.            | «Obsession»                 | 3:08     |  |
| 6.            | «I'm Not Through»           | 3:36     |  |
| 7.            | «Bright as Your Eyes»       | 2:55     |  |
| 8.            | «I Won't Let You Down»      | 3:43     |  |
| 9.            | «The One Moment»            | 3:43     |  |
| 10.           | «If I Had a Mountain»       | 3:19     |  |
| 11.           | «The Great Fire»            | 4:17     |  |
| 12.           | «Lullaby»                   | 3:42     |  |
| 41:57         |                             |          |  |

## Créditos
OK Go
- Damian Kulash
- Tim Nordwind
- Dan Konopka
- Andy Ross

Adicional
- Dave Fridmann — productor
- Tony Hoffer — productor